# Zbigniew Preisner
Zbigniew Preisner (nato Zbigniew Antoni Kowalski; Bielsko-Biała, 20 maggio 1955) è un compositore polacco.

## Biografia
Preisner ha fatto studi di storia e filosofia a Cracovia. Non avendo mai avuto una formazione musicale, è del tutto autodidatta.
È uno dei più importanti autori di colonne sonore cinematografiche viventi.
La sua lunga collaborazione con il regista polacco Krzysztof Kieślowski e il suo sceneggiatore, Krzysztof Piesiewicz, lo ha portato alla ribalta internazionale. In memoria del regista, dopo la di lui morte, ha scritto una "meditazione in musica", Requiem for My Friend, i cui temi s'ispirano a tematiche cristiane e a stili di musica religiosa occidentale e orientale. Con  Kieślowski ha realizzato le colonne sonore di film quali Il Decalogo, La doppia vita di Veronica, e la trilogia di Film blu, Film bianco e Film rosso.
Ha vinto un César nel 1996 per il suo lavoro (con Michel Colombier e Serge Gainsbourg) su Élisa di Jean Becker. Vinse anche un altro César nel 1995 per Film rosso, e l'orso d'argento del Festival di Berlino nel 1997 per L'isola in via degli Uccelli.

## Colonne sonore

### Cinema
- Prognoza pogody, regia di Antoni Krauze (1983)
- Senza fine (Bez konca), regia di Krzysztof Kieślowski (1985)

- Lubie nietoperze, regia di Grzegorz Warchol (1986)
- Kolysanka, regia di Efraim Sevela (1986)
- Breve film sull'uccidere (Krótki film o zabijaniu), regia di Krzysztof Kieślowski (1988)
- Non desiderare la donna d'altri (Krótki film o milosci), regia di Krzysztof Kieślowski (1988)
- Kocham kino, regia di Piotr Lazarkiewicz (1988)
- Dziewczynka z hotelu Excelsior, regia di Antoni Krauze (1988)
- Decalogo (Dekalog), regia di Krzysztof Kieślowski (1988-1989)
- Ostatni dzwonek, regia di Magdalena Lazarkiewicz (1989)
- Europa Europa, regia di Agnieszka Holland (1990)
- W srodku Europy, regia di Piotr Lazarkiewicz (1990)
- L'esercizio del potere (Eminent Domain), regia di John Irvin (1990)
- La doppia vita di Veronica (La double vie de Véronique), regia di Krzysztof Kieślowski (1991)
- Giocando nei campi del Signore (At Play in the Fields of the Lord), regia di Héctor Babenco (1991)
- Zwolnieni z zycia, regia di Waldemar Krzystek (1992)
- Olivier, Olivier, regia di Agnieszka Holland (1992)
- Il danno (Damage), regia di Louis Malle (1992)
- Il giardino segreto (The Secret Garden), regia di Agnieszka Holland (1993)
- Tre colori - Film blu (Trois couleurs: Bleu), regia di Krzysztof Kieślowski (1993)
- O Fio do Horizonte, regia di Fernando Lopes (1993)
- Tre colori - Film bianco (Trois couleurs: Blanc), regia di Krzysztof Kieślowski (1994)
- Mouvements du désir, regia di Léa Pool (1994)
- Amarsi (When a Man Loves a Woman), regia di Luis Mandoki (1994)
- Tre colori - Film rosso (Trois couleurs: Rouge), regia di Krzysztof Kieślowski (1994)
- Kouarteto se 4 kiniseis, regia di Loukia Rikaki (1994)
- Élisa, regia di Jean Becker (1995)
- Festa di luglio (Feast of July), regia di Christopher Menaul (1995)
- L'isola in via degli Uccelli (The Island on Bird Street), regia di Søren Kragh-Jacobsen (1997)
- Favole (FairyTale: A True Story), regia di Charles Sturridge (1997)
- Cuore illuminato (Corazón iluminado), regia di Héctor Babenco (1998)
- Last September (The Last September), regia di Deborah Warner (1999)
- Una passione spezzata (Dreaming of Joseph Lees), regia di Eric Styles (1999)
- Aberdeen, regia di Hans Petter Moland (2000)
- Weiser, regia di Wojciech Marczewski (2001)
- Cuori estranei (Between Strangers), regia di Edoardo Ponti (2002)
- Le forze del destino (It's All About Love), regia di Thomas Vinterberg (2003)
- Effroyables jardins - I giardini crudeli della vita (Effroyables jardins), regia di Jean Becker (2003)
- SuperTex, regia di Jan Schütte (2003)
- Un bellissimo paese (The Beautiful Country), regia di Hans Petter Moland (2004)
- Harrys döttrar, regia di Richard Hobert (2005)
- Sportman van de Eeuw, regia di Mischa Alexander (2006)
- Un secret, regia di Claude Miller (2007)
- Una donna a Berlino (Anonyma - Eine Frau in Berlin), regia di Max Färberböck (2008)
- Aglaja, regia di Krisztina Deák (2012)
- A História da Eternidade, regia di Camilo Cavalcante (2014)
- Angelica, regia di Mitchell Lichtenstein (2015)
- Shi gu, regia di Sanyuan Peng (2015)
- Wang chao de nu ren: Yang Gui Fei, regia di Shiqing Cheng, Tian Zhuangzhuang e Zhang Yimou (2015)
- Meu Amigo Hindu, regia di Héctor Babenco (2015)
- The Queen of Spain (La reina de España), regia di Fernando Trueba (2016)
- Skyggenes dal, regia di Jonas Matzow Gulbrandsen (2017)
- Lies We Tell, regia di Mitu Misra (2017)
- La nostra storia (El olvido que seremos), regia di Fernando Trueba (2020)
- Lian Qu 1980, regia di Feng Mei (2020)
- Man of God, regia di Yelena Popovic (2021)
- Europa centrale (film), regia di Gianluca Minucci (2024)